# Wimmersperg Spz
Wimmersperg Spz (Spz — сокращение от Spielzeug, «игрушка») — семейство немецких штурмовых винтовок по схеме Булл-пап, разрабатывавшихся в конце Второй мировой войны австрийским оружейником Хайнрихом фон Виммершпергом.

## Описание
Оружие планировалось к производству на основе деталей от британского пистолета-пулемёта STEN, производившегося в Германии под именем MP-3008 или Gerät Potsdam (в основном приклад и патроноприёмник). «Виммершперги» производились под промежуточный патрон 7,92 x 33 мм и использовали магазины на 30 патронов от обычных StG-44.
Существовало три варианта автомата:
- Spz-l («lange Bauart», длинный образец) с УСМ куркового типа, пистолетной рукояткой а-ля StG-44;
- Spz-kr («kurze Bauart mit Regler für Serienfeuer», короткий образец для непрерывной стрельбы) с УСМ куркового типа, без пистолетной рукоятки (её роль играл непосредственно магазин);
- Spz-kv («kurze Bauart mit Verschlußzündung», короткий образец с запиранием затвора) с УСМ ударникового типа, без пистолетной рукоятки (её роль играл непосредственно магазин).

Все три варианта использовали принцип отвода пороховых газов, имели сменные стволы и могли вести как одиночный, так и непрерывный огонь. Для стрельбы одиночного огня достаточно было нажать на спусковой крючок и сдвинуть его примерно наполовину, для стрельбы очередями нужно было сдвинуть на максимум спусковой крючок. Позднее подобный принцип (в том числе и технология булл-пап) был реализован в австрийской штурмовой винтовке Steyr AUG.
В настоящий момент отсутствуют данные о производстве и использовании данного образца оружия: упоминаний об этом нет ни в официальных документах Третьего рейха, ни в архивах немецких компаний по производству оружия. Но подтверждается наличие контактов фон Виммершперга с компаниями Mauser, Simson & Co, Fokker по поводу разработки и производства некоторых образцов оружия. Сам фон Виммершперг после войны уехал в Детройт (США), где запатентовал детское автокресло.